# 南部の唄
『南部の唄』（なんぶのうた、原題: Song of the South）は、アメリカ合衆国のウォルト・ディズニー・プロダクションにより制作された実写とアニメーションからなる1946年11月12日公開の長編映画作品。日本では1951年10月19日に公開された。
現在は、視聴が困難な作品になっている（後述）。
ディズニーリゾートの人気アトラクション「スプラッシュ・マウンテン」は本作品が題材になっている(アメリカでは2023年に閉鎖)。

## 概要
原作は、ジョーエル・チャンドラー・ハリス著の『リーマスおじさん（Uncle Remus）』シリーズの「Uncle Remus; His Songs and His Sayings. The Folk-Lore of the Old Plantation（1880年）」と「Nights with Uncle Remus（1883年）」で、二冊には約100話の小話が収録されている。
映画は南部の農場を舞台に、白人の少年・ジョニーと黒人のリーマスおじさんの心のふれあいを描く実写部分を軸に、リーマスおじさんが話すおとぎ話の部分がアニメーションとなっている。
1947年度のアカデミー賞では、「ジッパ・ディー・ドゥー・ダー（Zip-a-Dee-Doo-Dah）」がアカデミー歌曲賞を、リーマスおじさんを演じたジェームズ・バスケット（James Baskett）が特別賞を受賞している。

## あらすじ
白人の少年・ジョニーとその家族は、アトランタから南部の農場へ移住することになった。父親・ジョンは仕事でアトランタへ戻ってしまい、寂しい思いのジョニーを慰めたのは、農場の下働きの黒人・リーマスおじさんのおとぎ話だった。
小さなブレア・ラビットが意地悪なブレア・フォックスとのんびり屋だが怒ると乱暴者になるブレア・ベアを知恵でやりこめるリーマスおじさんの話は、楽しく機知に富んでおり、ジョニーは黒人の少年・トビーや近所に住む少女・ジニーと一緒におじさんの話にのめりこむのだった。しかし、ジョニーを素直で従順な少年に育てたいジョニーの母親・サリーは、ジョニーがリーマスおじさんの話に夢中になるのを快く思っていなかった。
ジョニーの誕生日パーティーが催されたある日、ジニーは兄たちにひどく苛められて、迎えに来たジョニーの目の前でドレスをどろどろに汚されてしまい、立ち向かったジョニーも返り討ちに遭い、コテンパンに叩きのめされた上に服をボロボロにされ、駆けつけたリーマスおじさんに助けられる。
パーティーに行けなくなった二人のために、リーマスおじさんは「ブレア・ラビットの笑いの国」の話をして二人を励ますのだが、おとぎ話に夢中になってパーティーを欠席したと怒ったサリーは、リーマスおじさんに二度とジョニーに近づかないようにと解雇を言い渡してしまう。
リーマスおじさんが農場を去った事を知ったジョニーは、リーマスおじさんがジョンと同じようにアトランタに行ってしまうと恐れ、慌ててリーマスおじさんの後を追うが、誤って暴れ牛のいる放牧場に入ってしまい、サリーの目の前で牛に突き飛ばされ、重症を負ってしまう。ジョニーが怪我を負った事を知ったジョンは急いでアトランタから農場へと駆けつけるが、サリーやジョンがいくら耳元で呼びかけても、ジョニーの意識は戻る事なく、「リーマスおじさん、帰ってきて」とうわ言を繰り返すばかりだった。
その時、やはり事の次第を知ったリーマスおじさんが農場へと引き返してくる。ジョニーの祖母に連れられ、枕元へとやってきたリーマスおじさんがもう一度「ブレア・ラビットの笑いの国」の話を聞かせると、その声に導かれるようにジョニーは意識を取り戻した。その様子を見たジョンは「もうアトランタへは行かない」と約束し、サリーもジョニーの気持ちを理解してあげなかった事を反省する。そんな親子の姿をリーマスおじさんは微笑ましく見つめた。
こうしてリーマスおじさんの解雇は撤回され、無事に怪我も治ったジョニーや、トビー、ジニー達が仲良く遊んでいるのを温かく見守る。そこにはなぜか、あのブレア・ラビットや仲間たちの姿もあった事に驚かされながらも、この素晴らしい日への喜びを込めた歌「ジッパ・ディー・ドゥー・ダー」を歌った。

## キャスト
| 役名                     | 俳優                   | 日本語吹き替え | 日本語吹き替え | 日本語吹き替え            |
| 役名                     | 俳優                   | 日本テレビ版   | ポニー版       | ブエナ・ビスタ版          |
| ------------------------ | ---------------------- | -------------- | -------------- | ------------------------- |
| リーマスおじさん         | ジェームズ・バスケット |                | 久米明         | 今西正男 （歌：安西康高） |
| ジョニー                 | ボビー・ドリスコール   |                | 土井美加       | 合野琢真                  |
| ジニー                   | ルアナ・パットン       |                | 蒲池高子       | 坂本真綾                  |
| トビー                   | グレン・リーディ       |                | 後藤真寿美     | 浪川大輔                  |
| サリー                   | ルース・ウォリック     |                | 小沢寿美恵     | 高島雅羅                  |
| ジョン                   | エリック・ロルフ       |                | 西沢利明       | 有本欽隆                  |
| ジョニーの祖母           | ルシール・ワトソン     |                | 新村礼子       | 麻生美代子                |
| テンピー                 | ハティ・マクダニエル   |                | 立花房子       | 片岡富枝                  |
| メイド                   | アニタ・ブラウン       |                |                |                           |
| フェイヴァーズ夫人       | メアリー・フィールド   |                |                |                           |
| ジェイク・フェイヴァーズ | ジョージ・ノークス     |                |                |                           |
| ジョー・フェイヴァーズ   | ジーン・ホランド       |                |                | 浪川大輔                  |
| ブレア・ラビット（声）   | ジョニー・リー         | 槐柳二         | 江原正士       | 龍田直樹                  |
| ブレア・フォックス（声） | ジェームズ・バスケット | 村越伊知郎     | 関時男         | 石丸博也                  |
| ブレア・ベア（声）       | ニック・スチュワート   | 大平透         | 牛山茂         | 郷里大輔                  |
| ブレア・フロッグ（声）   | ロイ・グレン           |                | 水野龍司       | 石井康嗣                  |
| ナレーション             | -                      |                | 西本裕行       | 石丸博也                  |

- スプラッシュ・マウンテンでのブレア・ラビット、ブレア・フォックス、ブレア・ベアの声は、ポニー版の声優を起用している。
- 実写の登場人物の歌唱部分について、ポニー版では原音対応[注 4]だが、ブエナ・ビスタ版では歌唱部分も吹替ている。

## スタッフ
- 製作：ウォルト・ディズニー
- 原作：ダルトン・レイモンド、ジョエル・チャンドラー・ハリス
- 脚本：モーリス・ラプト、ダルトン・レイモンド、モートン・グラント、ビル・ピート
- 音楽：ダニエル・アンフィシアトロフ、ポール・J・スミス
- 音楽監督：チャールズ・ウォルコット
- オーケストラ指揮：エドワード・H・プラム
- 撮影：グレッグ・トーランド
- 作画監督：ミルト・カール、ジョン・ラウンズベリー、オリー・ジョンストン
- 原画：レス・クラーク、マーク・デイヴィス、ケン・オブライエン、ハル・キング
- 色彩設計：メアリー・ブレア
- 特殊撮影：ボブ・ブロートン
- 音響監督：C・O・スライフィールド
- プロデューサー：パース・ピアース
- アニメーション監督：ウィルフレッド・ジャクソン
- 監督：ハーブ・フォスター
- ポニー版制作：トランスグローバル

## 黒人描写に関する論争・封印
本作は、黒人の扱いについて大きな論争を巻き起こしている。
初公開時、全米黒人地位向上協会（NAACP）の事務局長であるウォルター・フランシス・ホワイトは、各マスメディアに以下の声明を発表し抗議した。
ただし、ホワイトは声明発表時点で映画を見ておらず、実際はプレ上映に出席したNAACPのノーマ・ジェンセンとホープ・スピンガーンから受け取ったメモに基づき発表している。
ディズニーは公開前、「（原作の）ハリスの本のように、映画の舞台は南北戦争後であり、映画のすべてのアフリカ系アメリカ人のキャラクターは奴隷ではない」と述べている。これを聞いたヘイズ・コード事務所はディズニー側に、その証明のため本編内に日付を書くなど舞台が（南北戦争後の）1870年代と明らかに分かる描写を入れることを求めたものの、公開された映画にはそのような場面は無かった。Jim Hill Media の記者ジム・コーキスは、物語の舞台が奴隷制廃止後のリコンストラクションの時代であることが明確でなかったがために、ジェンセンとスピンガーン、そして当時の評論家たちは、映画のトーンや似た映画のタイプによって奴隷制時代が舞台と勘違いしたと指摘している。コーキスはこうした誤解に基づく評論の例として、「南北戦争前の南部を描いた茶番劇」と評した当時のニューヨーク・タイムズの作品評を挙げた 。
封切りイベントはジョージア州アトランタで開かれたが、主な白人俳優は勢揃いする一方、主演のジェームズ・バスケットは黒人であったため参加できなかった。
1947年4月2日には、抗議グループがカリフォルニア州の劇場周辺を「奴隷制ではなく民主主義に関する映画が欲しい」「子供たちに偏見を伝えるな」と書かれた看板を掲げ行進した。 
また、他にも黒人キャラクターの従順な地位や衣装、誇張された方言、古風な描写など、ステレオタイプなイメージを強化してしまうという批判がされた。

### 公開の自粛
アメリカでは、公開40周年記念でリバイバル上映された1986年以降、ディズニー側の自主規制により一度も再公開されていない。
日本ではかつてVHSおよびレーザーディスクが発売されていた他レンタルビデオの取り扱いも行われていたが、1992年にスプラッシュ・マウンテンの開業時に発売されたブエナ・ビスタ版VHSを最後に現在はともに廃盤になっており、2022年現在も、正式な公開が行われていない。
2019年から世界各国で順次サービスを開始している動画配信サービス「Disney+」でも、本作の配信は「今の時代状況に適切ではない」として行わないことを、2020年3月に行われたウォルト・ディズニー・カンパニーの株主総会で会長のボブ・アイガーが明言している。
一方、2017年にディズニー・レジェンドに選ばれた女優のウーピー・ゴールドバーグは、本作を含む古典的作品の差別描写について「間違ってはいますが、これらの許しがたい画像やジョークを削除することは、それらが存在しなかったと言うことと同じであるため無視できない。無視してはならない歴史の一部を正確に反映するためにも表示するべきだ」と語っており、本作の再公開を望むコメントをしている。

### スプラッシュ・マウンテン
ディズニーランドやマジック・キングダムおよび東京ディズニーランドでは、本作を題材にしたアトラクション「スプラッシュ・マウンテン」が設置されている。なお、アトラクションにおいてはアニメーション部分がメインとなっており、マイケル・アイズナーの要請によりリーマスは登場せず、実写部分の登場人物はアトラクションの導入部分で音声のみの登場となっている。
現在でも人気のアトラクションの一つでありながら、その題材となった作品を見る機会が一切存在しないという状況が長年続いており、2020年に発生したミネアポリス反人種差別デモの際にはファンが他の作品への題材変更を求める署名運動も起きていた。
これを受け、ディズニーはアメリカ・カリフォルニア州のディズニーランドとフロリダ州のマジック・キングダムにおける、スプラッシュ・マウンテンの題材を変更し、黒人少女が主人公のディズニー映画である『プリンセスと魔法のキス』をモチーフにした施設に改装することを明らかにし、2024年後半に行うことを発表した。その後、2023年1月と同年5月にアメリカ国内の同アトラクションを順次閉鎖。「ティアナのバイユー・アドベンチャー」として、マジック・キングダムでは2024年6月28日に開業した。ディズニーランドでは同年11月15日の開業を予定している。
なお、ディズニーは2019年から変更計画が確定されており、少なくとも5年前から変更について議論が進められていたとニューヨーク・タイムズが報じている。
日本・千葉県の東京ディズニーランドにおけるスプラッシュ・マウンテンの処遇について、運営会社のオリエンタルランドは取材に対して、「（題材変更は）アメリカで決まったことなので、現時点でのリニューアルについてはまだ決まっていないが、ウォルト・ディズニー・カンパニーとの間で検討を始めている」とのコメントを発表しており、日本についても、題材変更の可能性があることを示唆している。